# Carolina Maria d'Asburgo-Lorena
Carolina Maria d'Asburgo-Lorena, (in tedesco: Carolina Maria Immakulata Josepha Ferdinanda Therese Leopoldine Antoinette Franziska Isabella Luise Januaria Christine Benedikta Laurencia Justiniana, Erzherzogin von Österreich, Prinzessin von Toskana) (Altmünster, 5 settembre 1869 – Budapest, 12 maggio 1945), fu un membro della famiglia imperiale austriaca, nata arciduchessa di Austria e principessa di Toscana.

## Biografia

### Origini familiari
Carolina Maria era la quartogenita dell'arciduca Carlo Salvatore, figlio di Leopoldo II, granduca di Toscana e della principessa Maria Antonietta delle Due Sicilie, e di Maria Immacolata delle Due Sicilie, figlia di Ferdinando II e della sua seconda moglie, Maria Teresa d'Asburgo-Teschen.

## Matrimonio
Il 30 maggio 1894, Carolina sposò il principe Augusto Leopoldo, secondogenito del principe Luigi Augusto di Sassonia-Coburgo-Kohary e di Leopoldina del Brasile. Carolina e Augusto ebbero otto figli:
- Augusto Clemente (27 ottobre 1895 - 22 settembre 1908);
- Clementina (23 marzo 1897 - 7 gennaio 1975), sposò il 17 novembre 1925 Eduard von Heller.
- Maria Carolina (10 gennaio 1899 - 6 giugno 1941). Visse in un istituto per disabili mentali a Schladming, successivamente fu portata nel campo di concentramento del castello di Hartheim, dove fu uccisa con il gas insieme agli altri pazienti a causa della politica eugenetica nazista, Azione T4.
- Ranieri (4 maggio 1900 - 7 gennaio 1945), si ritiene che sia stato ucciso in azione a Budapest.
- Filippo (18 agosto 1901 - 31 dicembre 1994), fece un matrimonio morganatico, il 23 aprile 1944, Sarah Aurelia Hálasz; il loro unico figlio e i loro quattro nipoti sono stati esclusi dalla successione della casa di Sassonia-Coburgo-Kohary;
- Teresa Cristina (23 agosto 1902 - 24 gennaio 1990), sposò il 6 ottobre 1930 a Lamoral, Freiherr von Taxis di Bordogna e Valnigra;
- Leopoldina (13 maggio 1905 - 24 dicembre 1978).
- Ernesto (25 febbraio 1907 - 9 giugno 1978), fece delle nozze morganatiche, il 4 settembre 1939, Irmgard Röll. Non ebbero figli.

Suo marito era un sostenitore delle arti. Quando morì nell'ottobre 1922, la duchessa vedova si trasferì a Budapest.

## Morte
Carolina morì durante l'occupazione sovietica di Budapest nel maggio 1945.

## Ascendenza
|                                         |                               |                                      | Genitori                              |  |  | Nonni |  |  | Bisnonni                  |  |  | Trisnonni                    |  |
|                                         |                               |                                      |                                       |  |  |       |  |  | Ferdinando III di Toscana |  |  | Leopoldo II d'Asburgo-Lorena |  |
|                                         |                               |                                      |                                       |  |  |       |  |  | Ferdinando III di Toscana |  |  | Leopoldo II d'Asburgo-Lorena |  |
|                                         |                               | Maria Luisa di Borbone-Spagna        |                                       |  |  |       |  |  | Ferdinando III di Toscana |  |  |                              |  |
| Leopoldo II di Toscana                  |                               |                                      |                                       |  |  |       |  |  | Ferdinando III di Toscana |  |  |                              |  |
|                                         |                               | Luisa Maria Amalia di Borbone-Napoli | Ferdinando I delle Due Sicilie        |  |  |       |  |  |                           |  |  |                              |  |
|                                         |                               | Luisa Maria Amalia di Borbone-Napoli | Ferdinando I delle Due Sicilie        |  |  |       |  |  |                           |  |  |                              |  |
|                                         |                               | Luisa Maria Amalia di Borbone-Napoli | Maria Carolina d'Asburgo-Lorena       |  |  |       |  |  |                           |  |  |                              |  |
| Carlo Salvatore d'Asburgo-Toscana       |                               | Luisa Maria Amalia di Borbone-Napoli |                                       |  |  |       |  |  |                           |  |  |                              |  |
|                                         |                               | Francesco I delle Due Sicilie        | Ferdinando I delle Due Sicilie        |  |  |       |  |  |                           |  |  |                              |  |
|                                         |                               | Francesco I delle Due Sicilie        | Ferdinando I delle Due Sicilie        |  |  |       |  |  |                           |  |  |                              |  |
|                                         |                               | Francesco I delle Due Sicilie        | Maria Carolina d'Asburgo-Lorena       |  |  |       |  |  |                           |  |  |                              |  |
| Maria Antonietta di Borbone-Due Sicilie |                               | Francesco I delle Due Sicilie        |                                       |  |  |       |  |  |                           |  |  |                              |  |
|                                         |                               | Isabella di Borbone-Spagna           | Carlo IV di Spagna                    |  |  |       |  |  |                           |  |  |                              |  |
|                                         |                               | Isabella di Borbone-Spagna           | Carlo IV di Spagna                    |  |  |       |  |  |                           |  |  |                              |  |
|                                         |                               | Isabella di Borbone-Spagna           | Maria Luisa di Borbone-Parma          |  |  |       |  |  |                           |  |  |                              |  |
| Carolina Maria d'Asburgo-Toscana        |                               | Isabella di Borbone-Spagna           |                                       |  |  |       |  |  |                           |  |  |                              |  |
|                                         | Francesco I delle Due Sicilie | Ferdinando I delle Due Sicilie       |                                       |  |  |       |  |  |                           |  |  |                              |  |
|                                         | Francesco I delle Due Sicilie | Ferdinando I delle Due Sicilie       |                                       |  |  |       |  |  |                           |  |  |                              |  |
|                                         | Francesco I delle Due Sicilie | Maria Carolina d'Asburgo-Lorena      |                                       |  |  |       |  |  |                           |  |  |                              |  |
| Ferdinando II delle Due Sicilie         | Francesco I delle Due Sicilie |                                      |                                       |  |  |       |  |  |                           |  |  |                              |  |
|                                         |                               | Isabella di Borbone-Spagna           | Carlo IV di Spagna                    |  |  |       |  |  |                           |  |  |                              |  |
|                                         |                               | Isabella di Borbone-Spagna           | Carlo IV di Spagna                    |  |  |       |  |  |                           |  |  |                              |  |
|                                         |                               | Isabella di Borbone-Spagna           | Maria Luisa di Borbone-Parma          |  |  |       |  |  |                           |  |  |                              |  |
| Maria Immacolata di Borbone-Due Sicilie |                               | Isabella di Borbone-Spagna           |                                       |  |  |       |  |  |                           |  |  |                              |  |
|                                         |                               | Carlo d'Asburgo-Teschen              | Leopoldo II d'Asburgo-Lorena          |  |  |       |  |  |                           |  |  |                              |  |
|                                         |                               | Carlo d'Asburgo-Teschen              | Leopoldo II d'Asburgo-Lorena          |  |  |       |  |  |                           |  |  |                              |  |
|                                         |                               | Carlo d'Asburgo-Teschen              | Maria Luisa di Borbone-Spagna         |  |  |       |  |  |                           |  |  |                              |  |
| Maria Teresa d'Asburgo-Teschen          |                               | Carlo d'Asburgo-Teschen              |                                       |  |  |       |  |  |                           |  |  |                              |  |
|                                         |                               | Enrichetta di Nassau-Weilburg        | Federico Guglielmo di Nassau-Weilburg |  |  |       |  |  |                           |  |  |                              |  |
|                                         |                               | Enrichetta di Nassau-Weilburg        | Federico Guglielmo di Nassau-Weilburg |  |  |       |  |  |                           |  |  |                              |  |
|                                         |                               | Enrichetta di Nassau-Weilburg        | Luisa Isabella di Kirchberg           |  |  |       |  |  |                           |  |  |                              |  |
|                                         |                               | Enrichetta di Nassau-Weilburg        |                                       |  |  |       |  |  |                           |  |  |                              |  |

## Titoli
- 5 settembre 1869 - 30 maggio 1894: Sua Altezza Imperiale e Reale Arciduchessa e la principessa Marie Carolina d'Austria, Principessa Maria Carolina d'Ungheria, Boemia, e di Toscana
- 30 maggio 1894 - 12 maggio 1945: Sua Altezza Imperiale e Reale Principessa Augusto Leopoldo di Sassonia-Coburgo-Kohary, arciduchessa d'Austria e la principessa, principessa d'Ungheria, Boemia, e la Toscana